# 홀리루드 사원

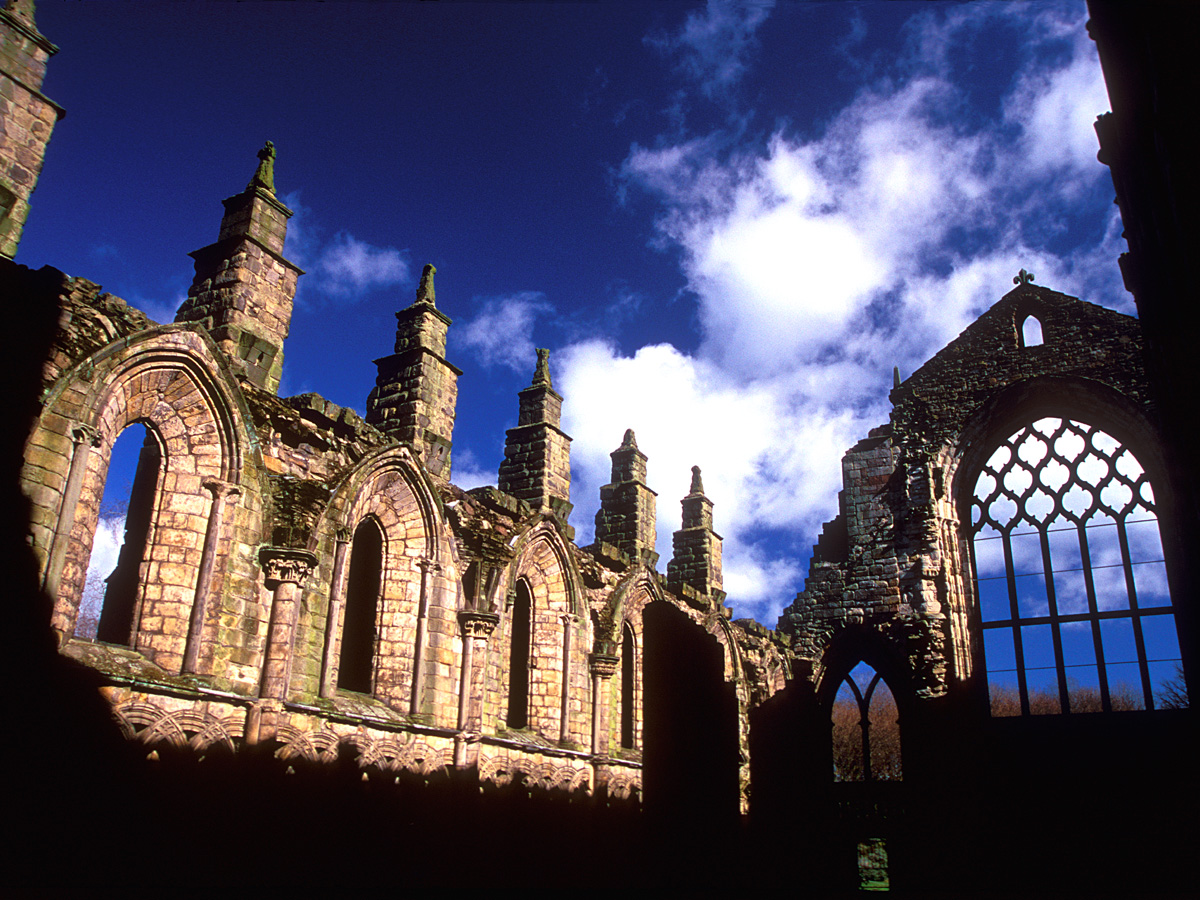
홀리루드 사원

홀리루드 사원(Holyrood Abbey)은 스코틀랜드 에든버러에 있던 사원으로, 1128년 스코틀랜드 왕 데이비드 1세에 의해 지어졌다. 현재는 폐허가 되었고, 홀리루드 궁전이 세워져있다.

## 대중문화
- 소녀전선 - 인형 서약 실제 배경이다.